# Bunodeopsis
Bunodeopsis is een geslacht van zeeanemonen uit de klasse van de Anthozoa (bloemdieren).

## Soorten
- Bunodeopsis antilliensis Duerden, 1897
- Bunodeopsis australis Haddon, 1898
- Bunodeopsis medusoides (Fowler, 1888)
- Bunodeopsis pelagica (Quoy & Gaimard, 1833)
- Bunodeopsis strumosa Andrès, 1881